# Placówka Straży Celnej „Łąkie”

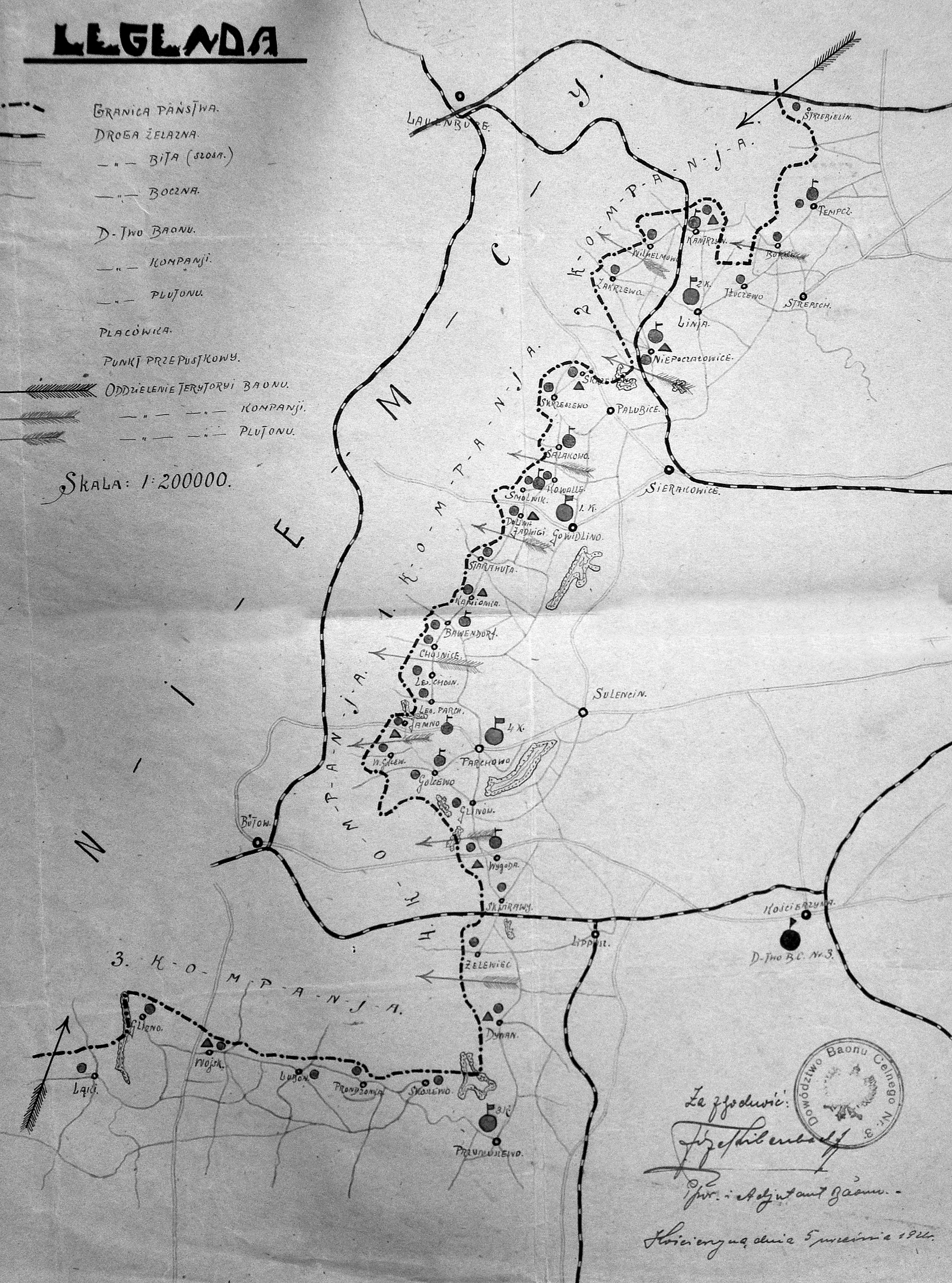
Rozmieszczenie pododdziałów
3 batalionu celnego w 1921 roku.

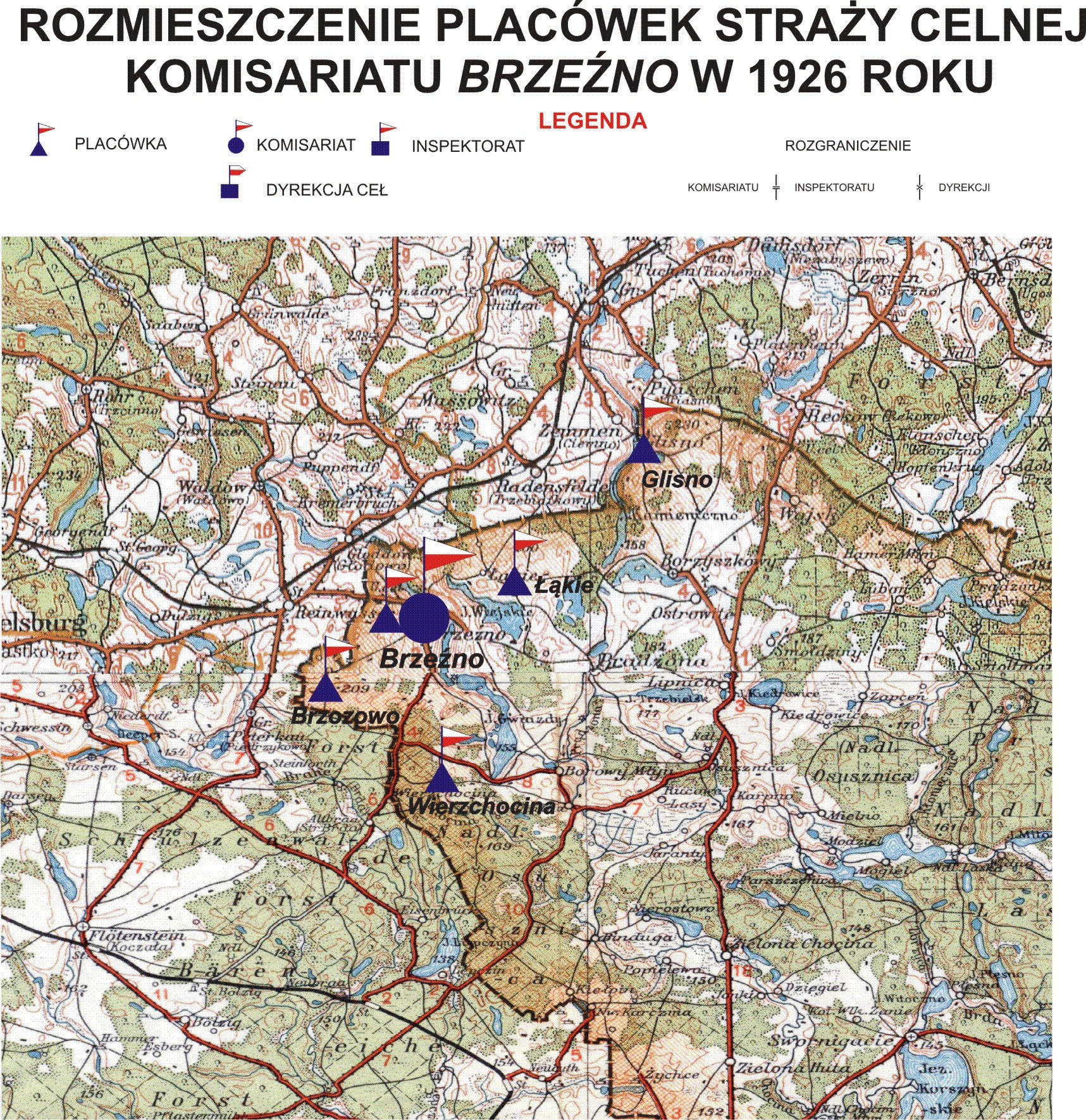
Komisariat Brzeźno

Placówka Straży Celnej „Łąkie” – jednostka organizacyjna Straży Celnej pełniąca w okresie międzywojennym służbę ochronną na granicy polsko-niemieckiej.

## Formowanie i zmiany organizacyjne
Na wniosek Ministerstwa Skarbu, uchwałą z 10 marca 1920 roku, powołano do życia Straż Celną. Od połowy 1921 roku jednostki Straży Celnej rozpoczęły przejmowanie odcinków granicy od pododdziałów Batalionów Celnych. W 1921 roku w Przymuszewie stacjonował sztab 3 kompanii 3 batalionu celnego. 3 kompania celna wystawiła między innymi placówkę w Łąkiech. W 1922 roku w Dzisnej stacjonował sztab 1 kompanii 11 batalionu celnego. Kompania wystawiła między innymi placówkę w Łąkiech. W 1922 roku w Przymuszewie stacjonował sztab 4 kompanii 17 batalionu celnego. 4 kompania celna wystawiła między innymi placówkę w Łąkiech. Proces tworzenia Straży Celnej trwał do końca 1922 roku. Placówka Straży Celnej „Łąkie” weszła w podporządkowanie komisariatu Straży Celnej „Brzeźno” z Inspektoratu SC „Chojnice”.
W drugiej połowie 1927 roku przystąpiono do gruntownej reorganizacji Straży Celnej. W praktyce skutkowało to rozwiązaniem tej formacji granicznej. Ochronę północnej, zachodniej i południowej granicy państwa przejęła powołana z dniem 2 kwietnia 1928 roku Straż Graniczna.
Rozkazem nr 2 z 19 kwietnia 1928 roku w sprawie organizacji Pomorskiego Inspektoratu Okręgowego dowódca Straży Granicznej gen. bryg. Stefan Pasławski określił strukturę organizacyjną komisariatu SG „Prądzona”. Placówka Straży Granicznej I linii „Łąkie” znalazła się w jego strukturze.

## Funkcjonariusze placówki
Kierownicy placówki
| stopień    | imię i nazwisko, numer | okres pełnienia służby | kolejne stanowisko |
| ---------- | ---------------------- | ---------------------- | ------------------ |
| przodownik | Józef Majchrzak (1945) | był w 1926             |                    |

Obsada personalna placówki w 1926:
- przodownik Józef Majchrzak (1945)
- starszy strażnik Andrzej Rutkowski (1991)
- strażnik Józef Deja (501)
- strażnik Jan Taczała (3119)
- strażnik Ludwik Reichelt (3050)
- strażnik Marcin Hoły (1780)
- strażnik Leon Milkowski (1915)
- strażnik Jan Winkel (3238)
- strażnik Józef Radecki (1975)